# Grand Prix automobile d'Australie 2010
GP précédent GP suivant
Le Grand Prix automobile d'Australie 2010 (2010 Formula 1 Qantas Australian Grand Prix), disputé sur le circuit de l'Albert Park dans la banlieue de Melbourne le 28 mars 2010, est la vingt-sixième édition du Grand Prix, la 822e épreuve du championnat du monde de Formule 1 courue depuis 1950 et la seconde manche du championnat 2010.

## Essais libres

### Vendredi matin
| Pos. | Pilote           | Voiture          | Chrono         | Écart     |
| ---- | ---------------- | ---------------- | -------------- | --------- |
| 1    | Robert Kubica    | Renault          | 1 min 26 s 927 |           |
| 2    | Nico Rosberg     | Mercedes         | 1 min 27 s 126 | + 0 s 199 |
| 3    | Jenson Button    | McLaren-Mercedes | 1 min 27 s 482 | + 0 s 555 |
| 4    | Felipe Massa     | Ferrari          | 1 min 27 s 511 | + 0 s 584 |
| 5    | Sebastian Vettel | Red Bull-Renault | 1 min 27 s 686 | + 0 s 759 |
| 6    | Fernando Alonso  | Ferrari          | 1 min 27 s 747 | + 0 s 820 |

- Note : Paul di Resta, pilote essayeur chez Force India, a remplacé Adrian Sutil lors de cette séance d'essais.

### Vendredi après-midi

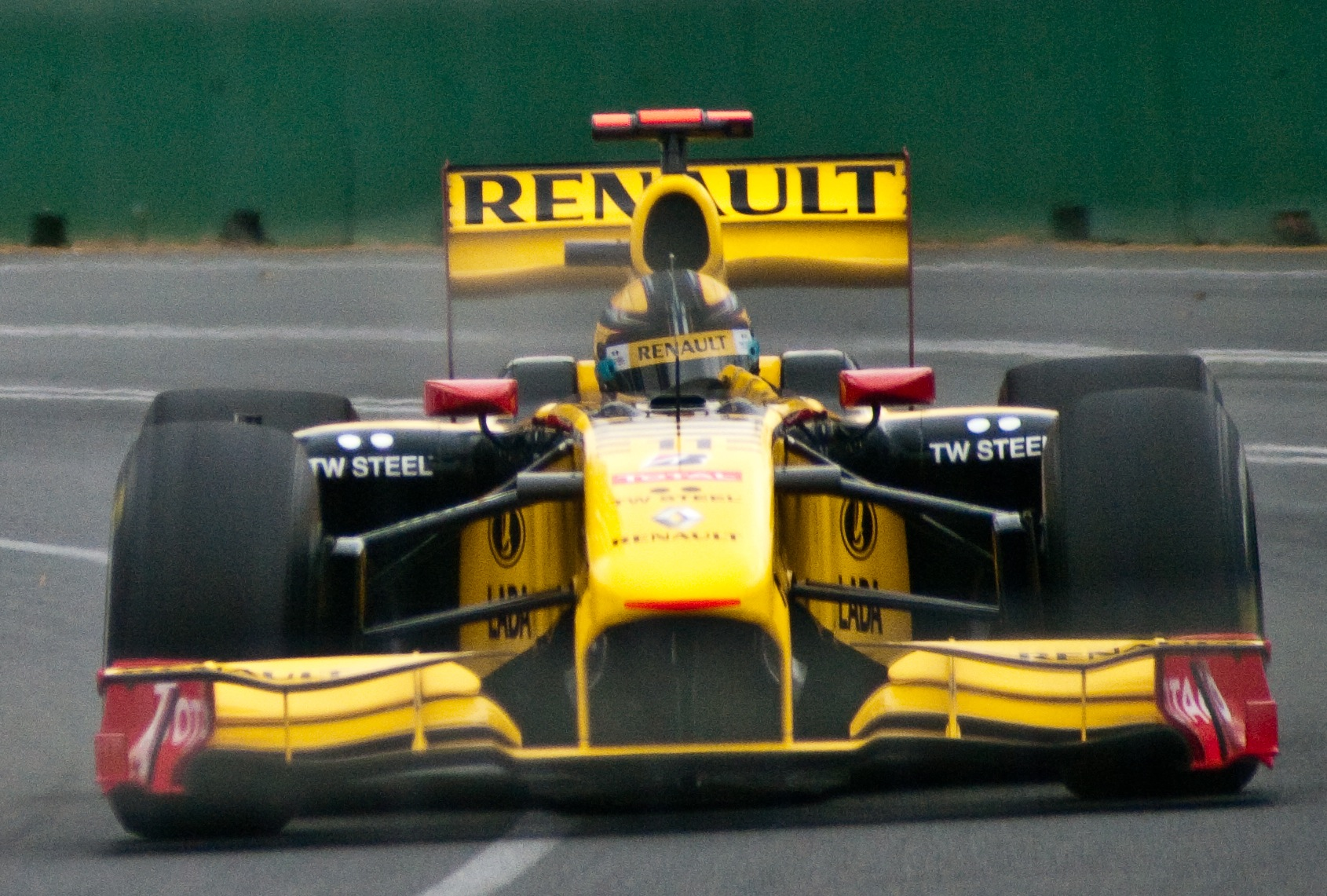
Robert Kubica, second du Grand Prix

| Pos. | Pilote             | Voiture            | Chrono         | Écart     |
| ---- | ------------------ | ------------------ | -------------- | --------- |
| 1    | Lewis Hamilton     | McLaren-Mercedes   | 1 min 25 s 801 |           |
| 2    | Jenson Button      | McLaren-Mercedes   | 1 min 26 s 076 | + 0 s 275 |
| 3    | Mark Webber        | Red Bull-Renault   | 1 min 26 s 248 | + 0 s 447 |
| 4    | Michael Schumacher | Mercedes           | 1 min 26 s 511 | + 0 s 710 |
| 5    | Vitaly Petrov      | Renault            | 1 min 26 s 732 | + 0 s 931 |
| 6    | Sébastien Buemi    | Toro Rosso-Ferrari | 1 min 26 s 832 | + 1 s 031 |

### Samedi matin
| Pos. | Pilote             | Voiture          | Chrono         | Écart     |
| ---- | ------------------ | ---------------- | -------------- | --------- |
| 1    | Mark Webber        | Red Bull-Renault | 1 min 24 s 719 |           |
| 2    | Fernando Alonso    | Ferrari          | 1 min 24 s 929 | + 0 s 210 |
| 3    | Michael Schumacher | Mercedes         | 1 min 24 s 963 | + 0 s 244 |
| 4    | Sebastian Vettel   | Red Bull-Renault | 1 min 25 s 122 | + 0 s 403 |
| 5    | Nico Rosberg       | Mercedes         | 1 min 25 s 366 | + 0 s 647 |
| 6    | Jenson Button      | McLaren-Mercedes | 1 min 25 s 399 | + 0 s 680 |

## Grille de départ

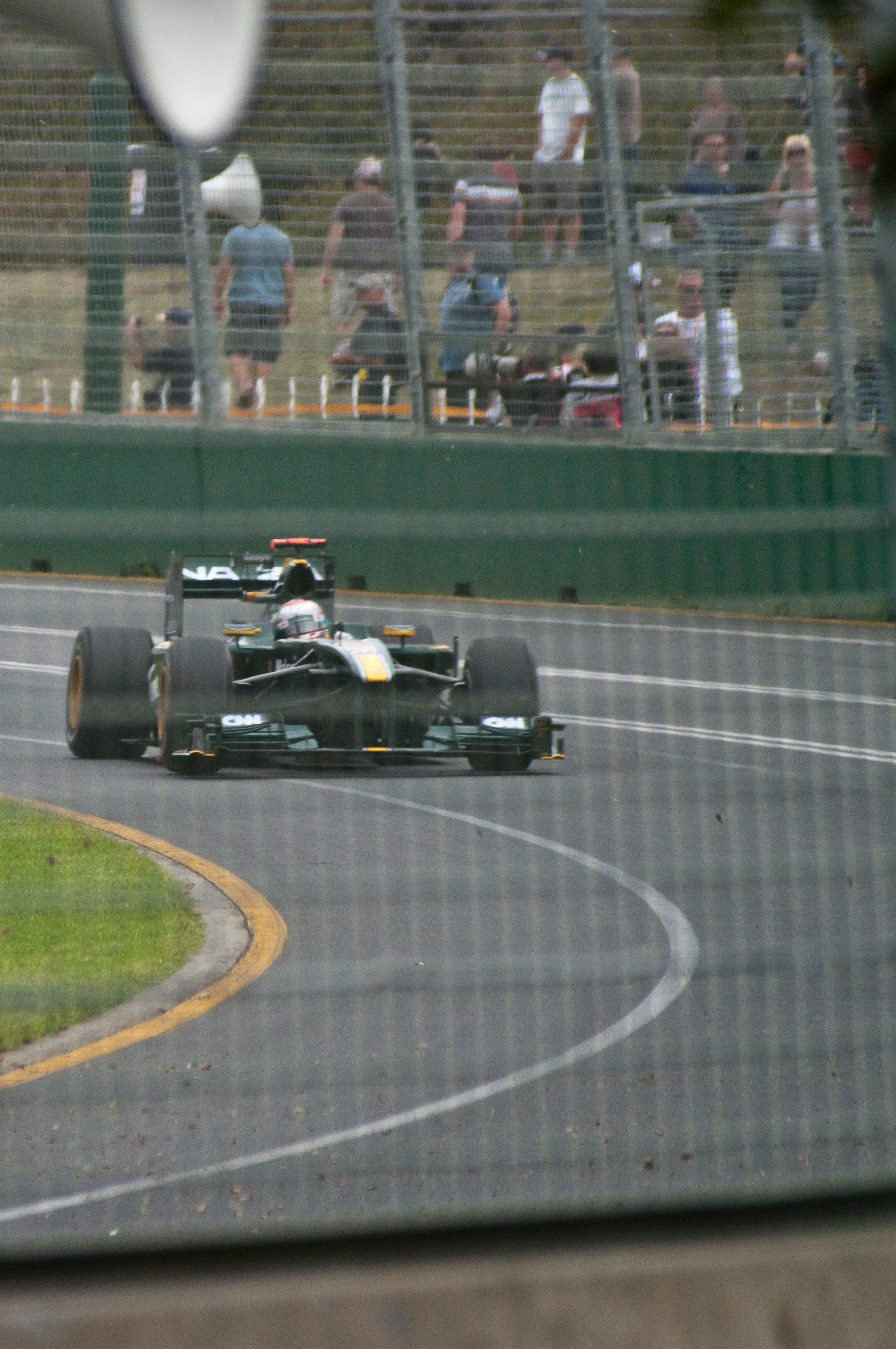
Vingtième temps des qualifications, Jarno Trulli ne peut prendre part à la course sur défaillance hydraulique

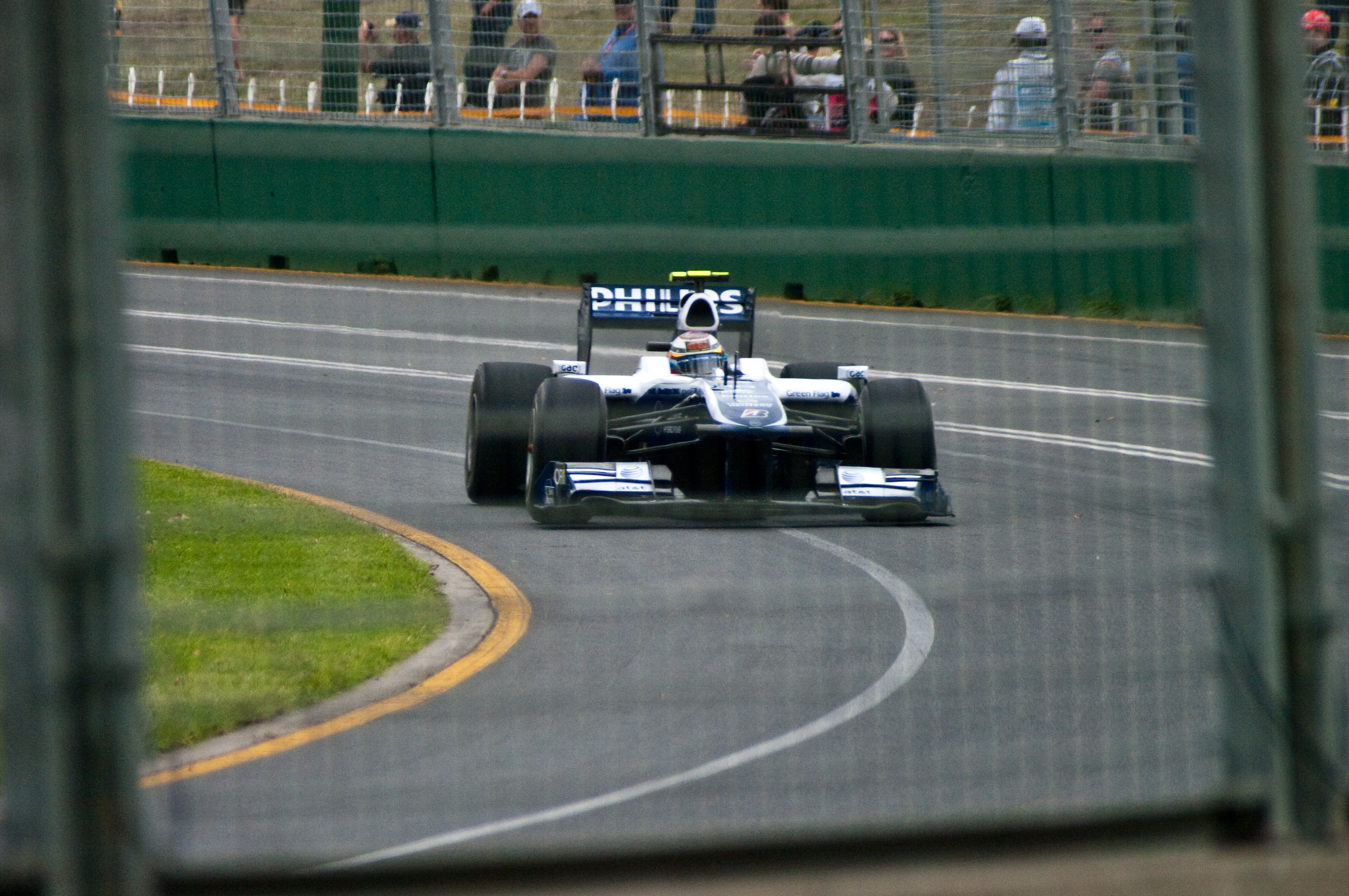
Nico Hülkenberg, harponné par Kobayashi privé d'aileron, est éliminé dès le premier tour de l'épreuve

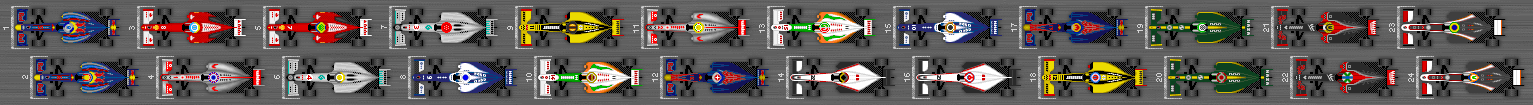
La grille de qualification du Grand Prix.

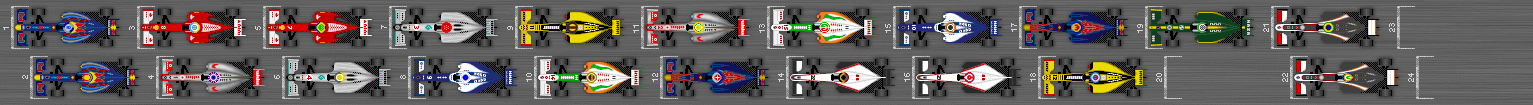
La grille de départ du Grand Prix.

| Pos. | Pilote             | Écurie               | Qualifications 1 | Qualifications 2 | Qualifications 3 |
| ---- | ------------------ | -------------------- | ---------------- | ---------------- | ---------------- |
| 1    | Sebastian Vettel   | Red Bull-Renault     | 1 min 24 s 774   | 1 min 24 s 096   | 1 min 23 s 919   |
| 2    | Mark Webber        | Red Bull-Renault     | 1 min 25 s 286   | 1 min 24 s 276   | 1 min 24 s 035   |
| 3    | Fernando Alonso    | Ferrari              | 1 min 25 s 082   | 1 min 24 s 335   | 1 min 24 s 111   |
| 4    | Jenson Button      | McLaren-Mercedes     | 1 min 24 s 897   | 1 min 24 s 531   | 1 min 24 s 675   |
| 5    | Felipe Massa       | Ferrari              | 1 min 25 s 548   | 1 min 25 s 010   | 1 min 24 s 837   |
| 6    | Nico Rosberg       | Mercedes             | 1 min 24 s 788   | 1 min 24 s 788   | 1 min 24 s 884   |
| 7    | Michael Schumacher | Mercedes             | 1 min 25 s 351   | 1 min 24 s 871   | 1 min 24 s 927   |
| 8    | Rubens Barrichello | Williams-Cosworth    | 1 min 25 s 702   | 1 min 25 s 085   | 1 min 25 s 217   |
| 9    | Robert Kubica      | Renault              | 1 min 25 s 588   | 1 min 25 s 122   | 1 min 25 s 372   |
| 10   | Adrian Sutil       | Force India-Mercedes | 1 min 25 s 504   | 1 min 25 s 046   | 1 min 26 s 036   |
| 11   | Lewis Hamilton     | McLaren-Mercedes     | 1 min 25 s 046   | 1 min 25 s 184   |                  |
| 12   | Sébastien Buemi    | Toro Rosso-Ferrari   | 1 min 26 s 061   | 1 min 25 s 638   |                  |
| 13   | Vitantonio Liuzzi  | Force India-Mercedes | 1 min 26 s 170   | 1 min 25 s 743   |                  |
| 14   | Pedro de la Rosa   | BMW Sauber-Ferrari   | 1 min 26 s 089   | 1 min 25 s 747   |                  |
| 15   | Nico Hülkenberg    | Williams-Cosworth    | 1 min 25 s 866   | 1 min 25 s 748   |                  |
| 16   | Kamui Kobayashi    | BMW Sauber-Ferrari   | 1 min 26 s 251   | 1 min 25 s 777   |                  |
| 17   | Jaime Alguersuari  | Toro Rosso-Ferrari   | 1 min 26 s 095   | 1 min 26 s 089   |                  |
| 18   | Vitaly Petrov      | Renault              | 1 min 26 s 471   |                  |                  |
| 19   | Heikki Kovalainen  | Lotus-Cosworth       | 1 min 28 s 797   |                  |                  |
| 20   | Jarno Trulli       | Lotus-Cosworth       | 1 min 29 s 111   |                  |                  |
| 21   | Timo Glock         | Virgin-Cosworth      | 1 min 29 s 592   |                  |                  |
| 22   | Lucas di Grassi    | Virgin-Cosworth      | 1 min 30 s 185   |                  |                  |
| 23   | Bruno Senna        | HRT-Cosworth         | 1 min 30 s 526   |                  |                  |
| 24   | Karun Chandhok     | HRT-Cosworth         | 1 min 30 s 613   |                  |                  |

## Course

### Déroulement de l'épreuve

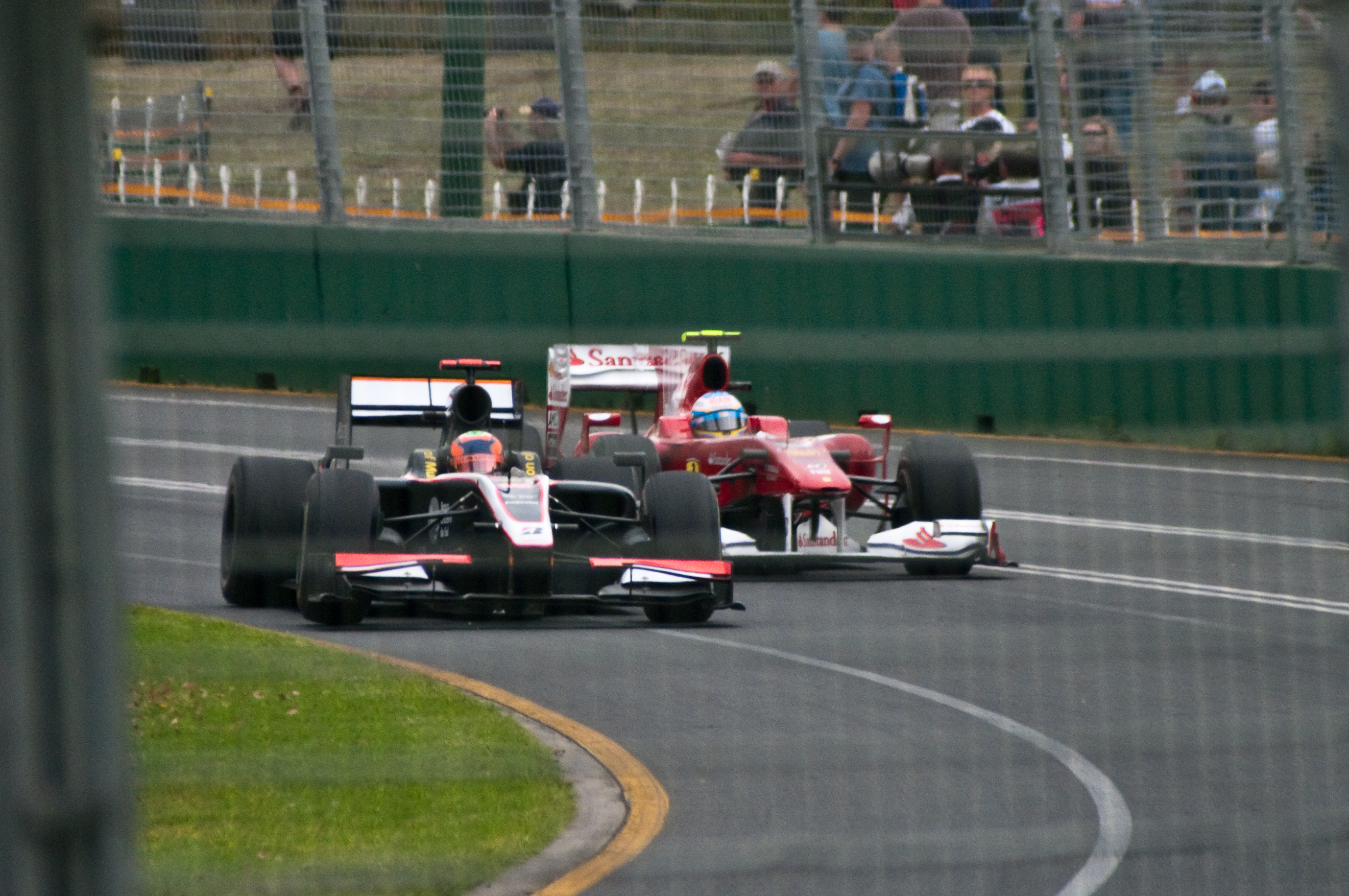
Fernando Alonso prend un tour à Karun Chandhok lors du GP d'Australie

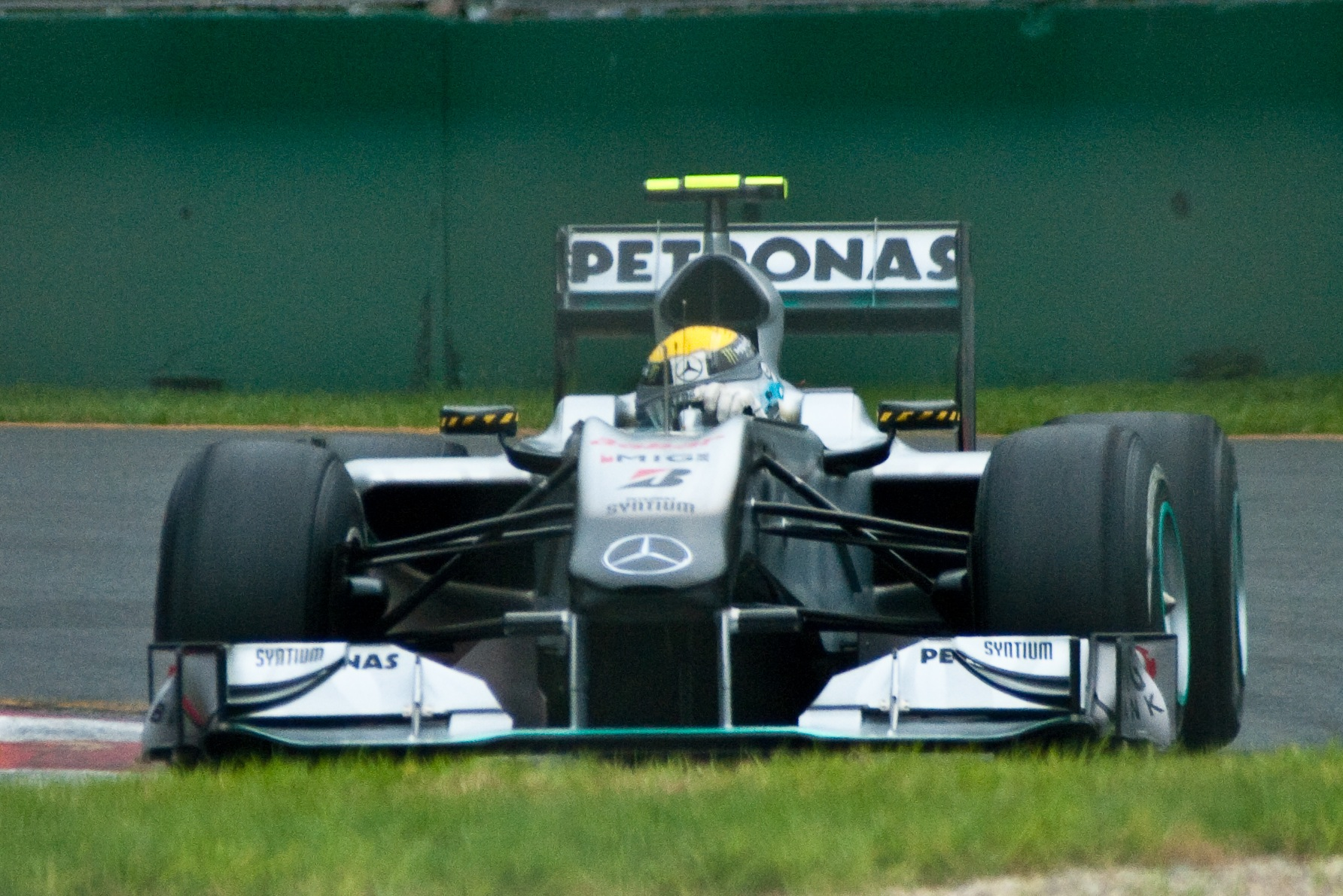
Nico Rosberg se classe cinquième de l'épreuve

Sur le circuit semi-permanent de l’Albert Park, la pluie fait son apparition dix minutes avant le départ de la course. Sebastian Vettel, en pole position réussit son envol, au contraire de son coéquipier Mark Webber qui se fait passer par Felipe Massa. Robert Kubica prend un très bon départ et pointe en quatrième position au premier virage. Derrière, Fernando Alonso, légèrement touché par Jenson Button, part en tête-à-queue et heurte la monoplace de Michael Schumacher qui doit repasser par son stand pour changer son aileron avant endommagé. Alonso et Schumacher repartent en queue de peloton.
Kamui Kobayashi perd peu après son aileron avant en pleine ligne droite et percute le rail de sécurité avant de revenir sur la piste où il heurte violemment Sébastien Buemi et Nico Hülkenberg. Les trois pilotes abandonnent et la voiture de sécurité fait son apparition à l’entame du second tour de l’épreuve. Après plusieurs tours de neutralisation, les dix premiers sont Vettel, Massa, Webber, Kubica, Nico Rosberg, Button, Lewis Hamilton, Adrian Sutil, Rubens Barrichello et Vitaly Petrov. 
À la relance, Kubica tente sans succès de prendre le meilleur sur Webber. Fernando Alonso remonte rapidement vers les avant-postes, imité par Schumacher qui a néanmoins plus de mal à se défaire de Timo Glock. La piste s'asséchant, Button fait le pari de chausser des pneus slicks et est le premier à rentrer, au sixième tour, alors que la piste est encore humide. Au neuvième tour, les autres équipes suivent la stratégie McLaren et rappellent leurs pilotes aux stands. Webber est le dernier des hommes de tête à rentrer et perd beaucoup de places à sa sortie des stands.
L'Australien réussit toutefois à prendre le meilleur sur Massa au bout de la ligne droite des stands. Hamilton en profite aussitôt pour attaquer Webber avant le virage suivant : alors que le Britannique a pris l’avantage, Webber retarde son freinage, glisse et percute légèrement la McLaren. Massa en profite pour reprendre sa position en dépassant ses deux rivaux. Au vingt-septième tour, alors qu'il est toujours en tête, Vettel, victime d'une casse d'un écrou de roue avant, abandonne dans un bac à graviers. Button prend alors la tête de la course qu'il ne lâchera plus jusqu'à l'arrivée.
Kubica occupe la seconde place et il faut attendre plus d'une dizaine de tours pour qu'Hamilton, Webber et Rosberg, qui ont changé de pneumatiques, rattrapent Massa et Alonso, solides troisième et quatrième. En fin de course, Kubica, Massa, Alonso, Hamilton et Webber roulent de conserve car les Ferrari, qui n'ont pas chaussé de pneumatiques neufs, sont en difficulté. À l'arrière, Schumacher, toujours hors des points, peine à dépasser Jaime Alguersuari.
Hamilton ne parvient pas à dépasser Alonso et reste sous la pression de Mark Webber. Rosberg, grâce à une piste dégagée, revient dans leurs échappements. À deux tours de la fin, Hamilton essaie sans succès de dépasser Alonso pour le gain de la quatrième place et se fait percuter par Webber au freinage. L'Australien perd son aileron avant, repasse par son stand et chute au neuvième rang, devant Schumacher qui a dépassé Alguersuari et entre dans les points. Rosberg récupère donc deux places alors qu'Hamilton parvient à repartir derrière lui.
Au terme des 58 tours, Jenson Button s’impose pour la deuxième fois consécutive sur ce circuit. Il franchit le drapeau à damier agité par John Travolta. Robert Kubica et Felipe Massa complètent le podium. Fernando Alonso est quatrième devant Nico Rosberg, Lewis Hamilton, Vitantonio Liuzzi, Rubens Barrichello, Mark Webber et Michael Schumacher qui complètent le Top 10.

### Classement de la course

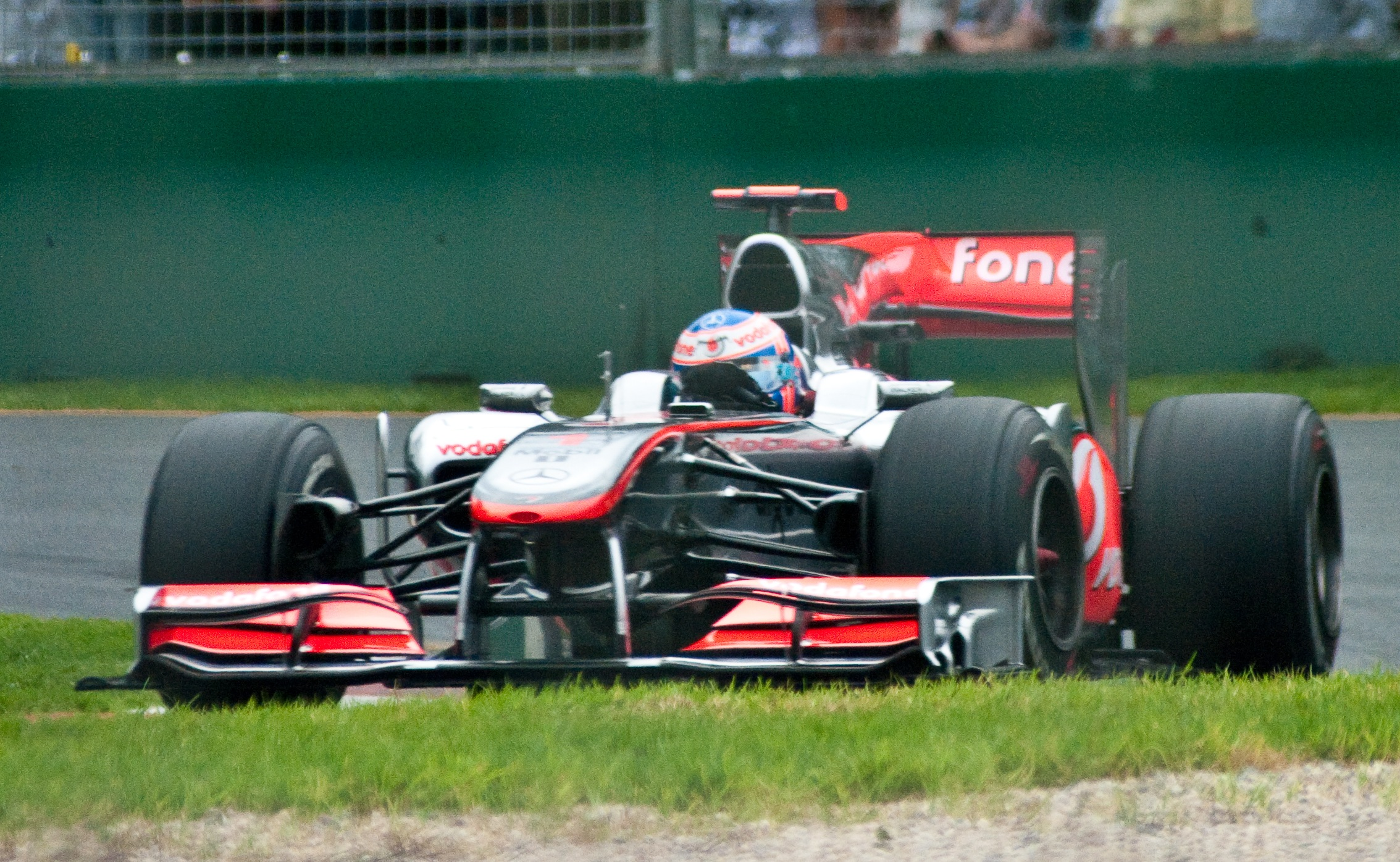
Jenson Button remporte son premier Grand Prix chez McLaren

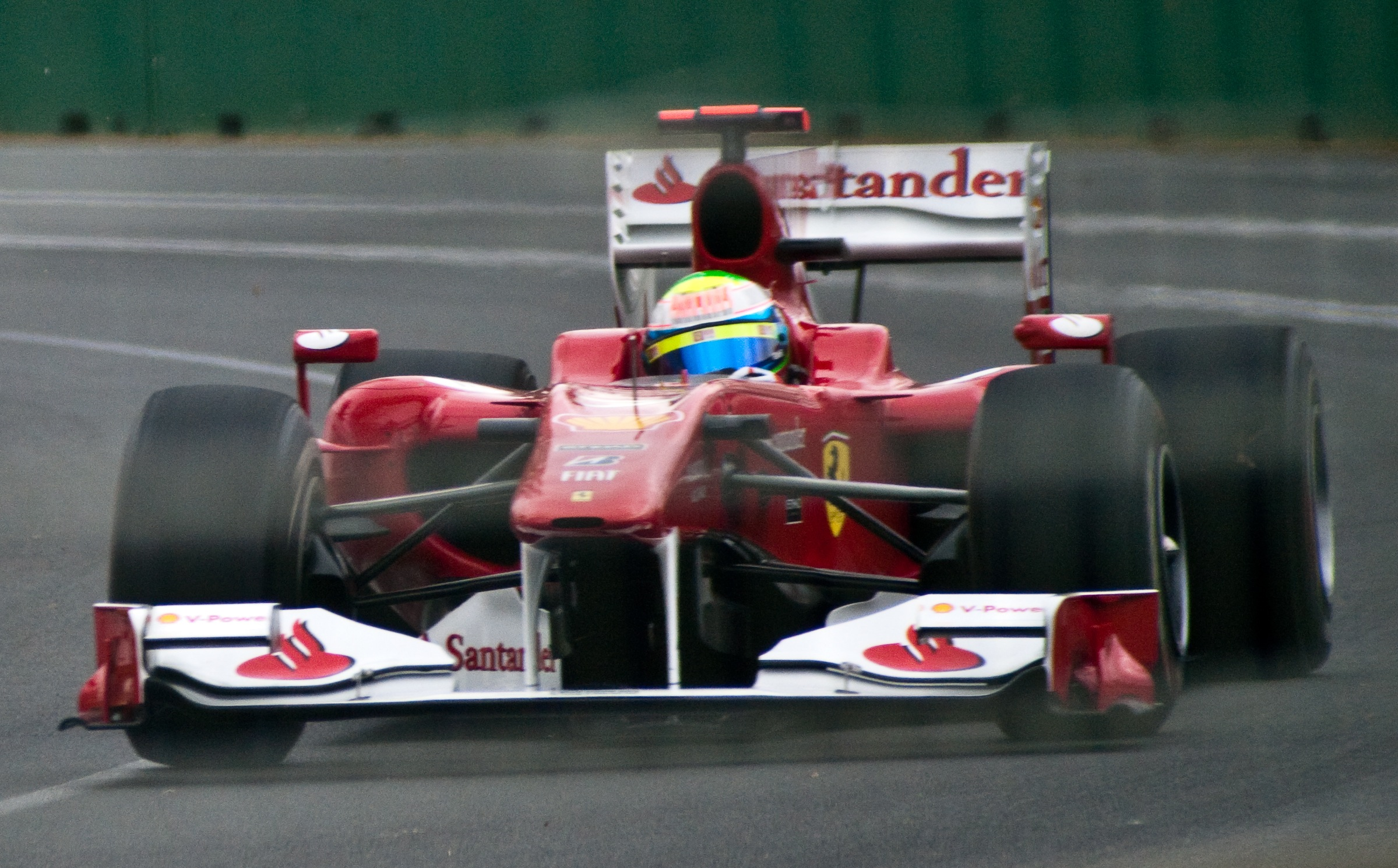
Felipe Massa signe son second podium consécutif

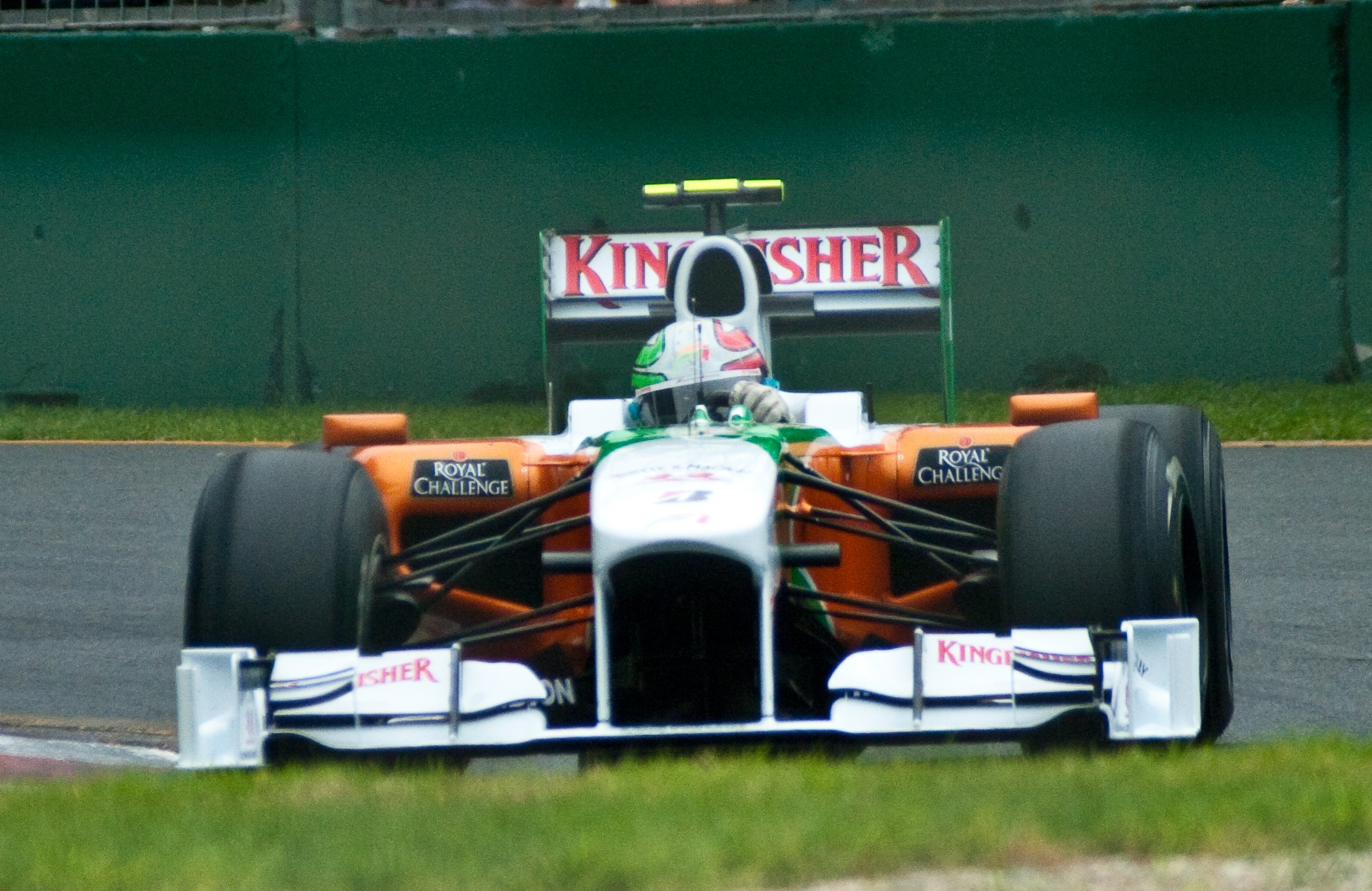
Vitantonio Liuzzi inscrit les six points de la septième place

| Pos. | no | Pilote             | Écurie               | Tours | Temps/Abandon                      | Grille | Points |
| ---- | -- | ------------------ | -------------------- | ----- | ---------------------------------- | ------ | ------ |
| 1    | 1  | Jenson Button      | McLaren-Mercedes     | 58    | 1 h 33 min 36 s 531 (197,144 km/h) | 4      | 25     |
| 2    | 11 | Robert Kubica      | Renault              | 58    | + 12 s 034                         | 9      | 18     |
| 3    | 7  | Felipe Massa       | Ferrari              | 58    | + 14 s 488                         | 5      | 15     |
| 4    | 8  | Fernando Alonso    | Ferrari              | 58    | + 16 s 304                         | 3      | 12     |
| 5    | 4  | Nico Rosberg       | Mercedes             | 58    | + 16 s 683                         | 6      | 10     |
| 6    | 2  | Lewis Hamilton     | McLaren-Mercedes     | 58    | + 29 s 898                         | 11     | 8      |
| 7    | 15 | Vitantonio Liuzzi  | Force India-Mercedes | 58    | + 59 s 847                         | 13     | 6      |
| 8    | 9  | Rubens Barrichello | Williams-Cosworth    | 58    | + 1 min 00 s 536                   | 8      | 4      |
| 9    | 6  | Mark Webber        | Red Bull-Renault     | 58    | + 1 min 07 s 319                   | 2      | 2      |
| 10   | 3  | Michael Schumacher | Mercedes             | 58    | + 1 min 09 s 391                   | 7      | 1      |
| 11   | 17 | Jaime Alguersuari  | Toro Rosso-Ferrari   | 58    | + 1 min 11 s 301                   | 17     |        |
| 12   | 22 | Pedro de la Rosa   | BMW Sauber-Ferrari   | 58    | + 1 min 14 s 084                   | 14     |        |
| 13   | 19 | Heikki Kovalainen  | Lotus-Cosworth       | 56    | + 2 tours                          | 19     |        |
| 14   | 20 | Karun Chandhok     | HRT-Cosworth         | 53    | + 5 tours                          | 22     |        |
| Abd. | 24 | Timo Glock         | Virgin-Cosworth      | 41    | Suspension                         | 23     |        |
| Abd. | 25 | Lucas di Grassi    | Virgin-Cosworth      | 26    | Hydraulique                        | 24     |        |
| Abd. | 5  | Sebastian Vettel   | Red Bull-Renault     | 25    | Casse d'écrou de roue              | 1      |        |
| Abd. | 14 | Adrian Sutil       | Force India-Mercedes | 12    | Moteur                             | 10     |        |
| Abd. | 12 | Vitaly Petrov      | Renault              | 10    | Sortie de piste                    | 18     |        |
| Abd. | 21 | Bruno Senna        | HRT-Cosworth         | 5     | Hydraulique                        | 21     |        |
| Abd. | 16 | Sébastien Buemi    | Toro Rosso-Ferrari   | 1     | Collision                          | 12     |        |
| Abd. | 10 | Nico Hülkenberg    | Williams-Cosworth    | 1     | Collision                          | 15     |        |
| Abd. | 23 | Kamui Kobayashi    | BMW Sauber-Ferrari   | 1     | Perte d'aileron, collision         | 16     |        |
| Np   | 18 | Jarno Trulli       | Lotus-Cosworth       | 0     | Hydraulique                        | 20     |        |

### Pole position et record du tour
- Pole position :  Sebastian Vettel (Red Bull-Renault) en 1 min 23 s 919 (227,491 km/h).
- Meilleur tour en course :  Mark Webber (Red Bull-Renault) en 1 min 28 s 358	 (216,062 km/h) au quarante-septième tour.

### Tours en tête
- Sebastian Vettel (Red Bull-Renault) : 23 tours (1-8 / 11-25)
- Mark Webber (Red Bull-Renault) : 2 tours (9-10)
- Jenson Button (McLaren-Mercedes) : 33 tours (26-58)

## Classements généraux à l'issue de la course
| Pos. | Pilote             | Écurie               | Points |
| ---- | ------------------ | -------------------- | ------ |
| 1    | Fernando Alonso    | Ferrari              | 37     |
| 2    | Felipe Massa       | Ferrari              | 33     |
| 3    | Jenson Button      | McLaren-Mercedes     | 31     |
| 4    | Lewis Hamilton     | McLaren-Mercedes     | 23     |
| 5    | Nico Rosberg       | Mercedes             | 20     |
| 6    | Robert Kubica      | Renault              | 18     |
| 7    | Sebastian Vettel   | Red Bull-Renault     | 12     |
| 8    | Michael Schumacher | Mercedes             | 9      |
| 9    | Vitantonio Liuzzi  | Force India-Mercedes | 8      |
| 10   | Mark Webber        | Red Bull-Renault     | 6      |
| 11   | Rubens Barrichello | Williams-Cosworth    | 5      |

| Pos. | Écurie               | Points |
| ---- | -------------------- | ------ |
| 1    | Ferrari              | 70     |
| 2    | McLaren-Mercedes     | 54     |
| 3    | Mercedes             | 29     |
| 4    | Renault              | 18     |
| 5    | Red Bull-Renault     | 18     |
| 6    | Force India-Mercedes | 8      |
| 7    | Williams-Cosworth    | 5      |

## Statistiques

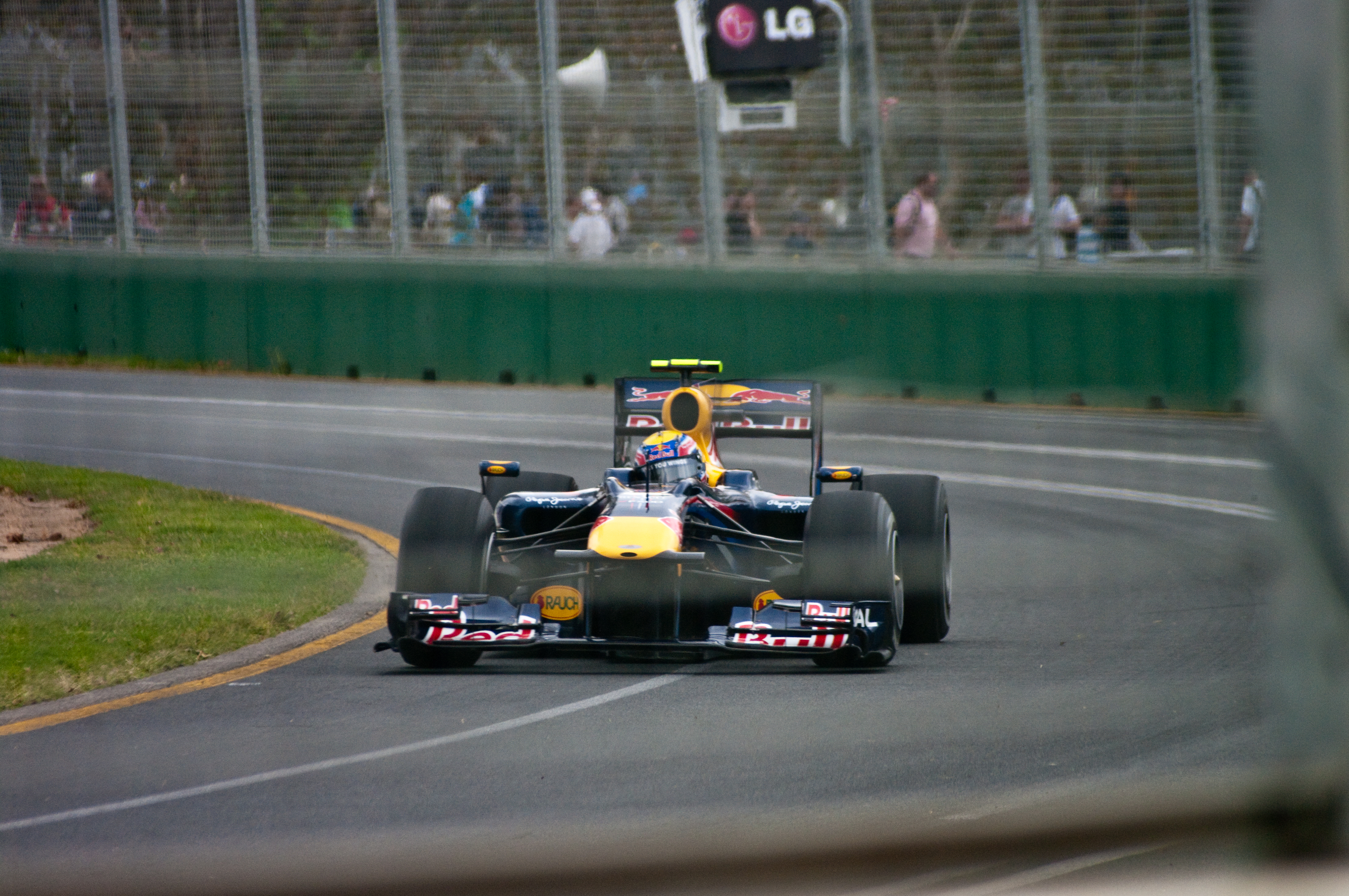
Mark Webber mène l'épreuve pendant deux tours et signe également le meilleur tour en course

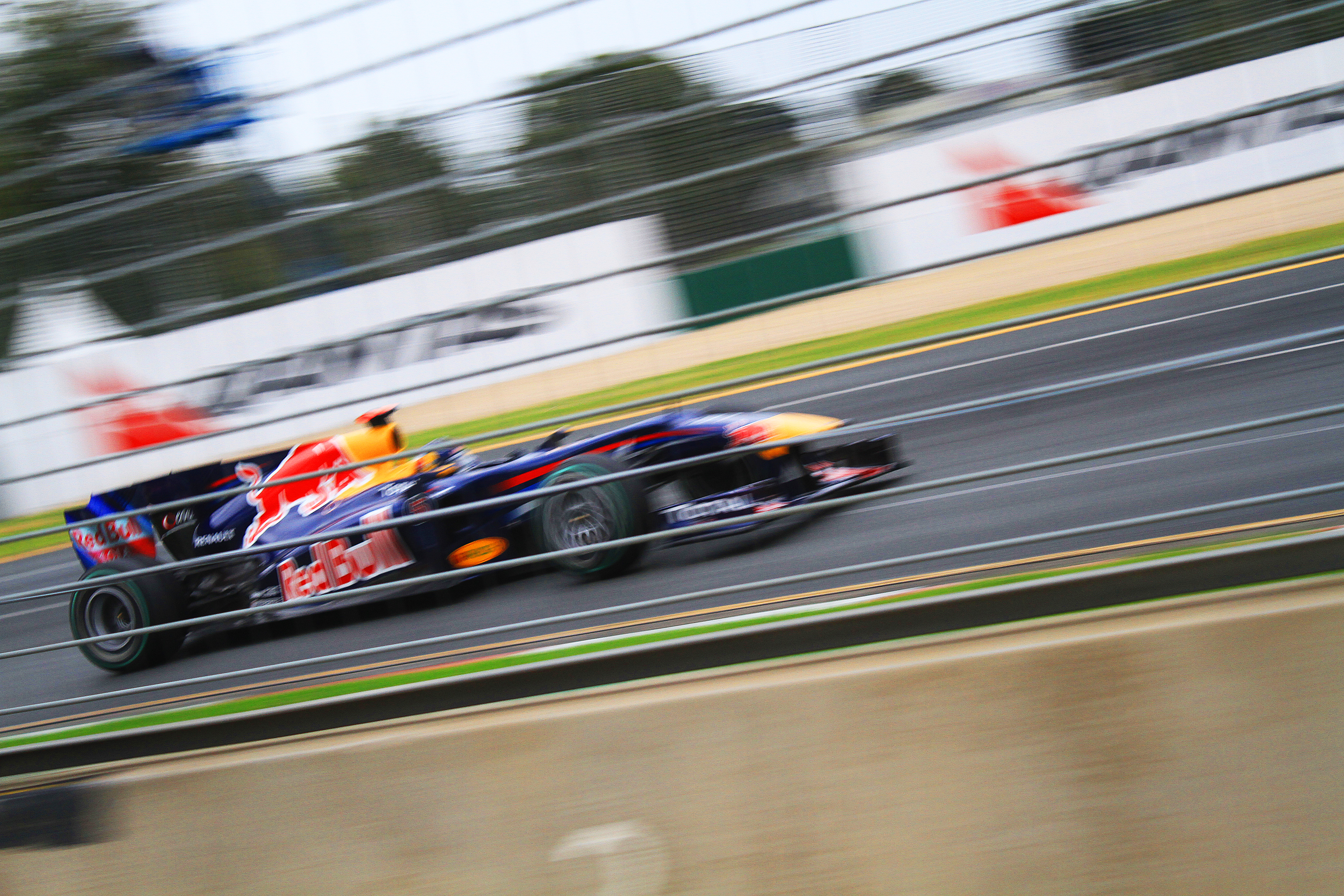
Sebastian Vettel signe la pole position mais abandonnera en course

- 7e pole position de sa carrière pour Sebastian Vettel.
- 8e victoire de sa carrière pour Jenson Button, sa première chez McLaren.
- 165e victoire pour McLaren en tant que constructeur.
- 78e victoire pour Mercedes en tant que motoriste.
- 30e podium de sa carrière pour Felipe Massa.
- Sebastian Vettel établit le nouveau record de la piste en qualifications en 1 min 23 s 919, battant le temps établi en 2004 par Michael Schumacher.
- Mark Webber devient le premier pilote australien à signer le meilleur tour en course de son Grand Prix national.
- En se classant quatrième, Fernando Alonso égale le nombre de points marqués par Ayrton Senna en championnat du monde (614 points). Seuls Michael Schumacher et Alain Prost ont totalisé plus de points au cours de leur carrière.
- Nick Heidfeld, pilote d'essais chez Mercedes Grand Prix devient le nouveau président du Grand Prix Drivers' Association ou GPDA, l’association des pilotes de Formule 1. Il succède à Pedro de la Rosa, désormais titulaire chez BMW Sauber. Sebastian Vettel et Felipe Massa, les nouveaux vice-présidents, remplacent Mark Webber et Fernando Alonso.
- Tom Kristensen, pilote recordman des victoires aux 24 Heures du Mans a été nommé par la FIA conseiller pour aider dans leurs jugements le groupe des commissaires de course lors de ce Grand Prix.
- Vitaly Petrov, Bruno Senna et Adrian Sutil ont chacun réalisé un excès de vitesse dans la voie des stands lors de la deuxième séance essais libres où la vitesse est limitée à 60 km/h. La vitesse de Petrov a été mesurée à 94,6 km/h et son écurie a écopé d’une amende de 7 000 euros. Senna a été flashé à 67,7 km/h et Sutil à 67,8 km/h : leurs écuries écopent de 1 600 euros d’amende chacune.
- La FIA, à la suite d'une demande de son délégué à la sécurité Charlie Whiting, a abaissé à 60 km/h la vitesse maximum dans la voie des stands du circuit de l'Albert Park pour les qualifications et la course (vitesse habituellement fixée à 100 km/h).
- Alors que les écuries de la FOTA (l'association des équipes de Formule 1) soutiennent la campagne australienne de sécurité routière Make Road Safe, Lewis Hamilton a été arrêté par la police australienne à l'issue des essais libres du vendredi pour conduite dangereuse sur Lakeside Drive à la sortie du circuit de l'Albert Park. Le Britannique a effectué un burnout puis une queue de poisson à un fourgon de police au volant d’une Mercedes C63 AMG qui a été saisie par la police.